# ジョン・ニュートン

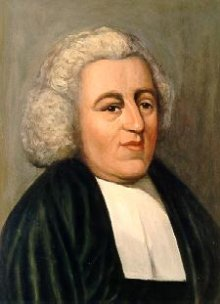
ジョン・ニュートン

ジョン・ニュートン（John Newton、1725年8月4日 - 1807年12月21日）は、イギリスの海軍兵士から奴隷商人を経て牧師となった人物であり、賛美歌「アメイジング・グレイス」の作詞者として知られている。

## 経歴

### 生い立ち
1725年、船員の父と熱心なクリスチャンの母の間にロンドンで生まれる。1732年6歳で母親を亡くす。1733年に父親が再婚する。
1736年、11歳の時に父と共に地中海に最初の航海に出て、船乗りとなる。1742年に当時14歳のメアリー・キャットリットに初めて会う。

### 奴隷貿易に従事
1744年に軍艦ハリッジ号に普通船員として強制的に徴募される。1745年に軍艦ハリッジ号から奴隷貿易商船の船員へ交換される。
1748年、22歳の時、自分の乗った船が暴風のため難破しかけた。この時、母の死後初めて神に祈り、奇跡的に遭難を免れたことで回心し、生活態度を改める。
1750年24歳でメアリー・キャットリットと結婚する。その後、6年間アーガイル公爵号(the Duke of Argyle)という奴隷船の船長になり、奴隷を西アフリカのシエラレオネから西インド諸島のアンティグア島に運んだ。さらに、アフリカ号(The Africa)で船長として二度目の奴隷貿易に従事する。

### 関税職員～牧師へ
1755年30歳で奴隷貿易の仕事を辞めリヴァプールの関税職員になる。ロンドンでジョージ・ホウィットフィールド、ジョン・ウェスレーと関わり、影響を受け牧師になるための勉強を始める。
1758年チェスターの主教がニュートンの英国聖公会の聖職叙任を拒否する。1764年に第2代ダートマス伯爵ウィリアム・レッグがニュートンの後援者になり、ダートマス伯爵の紹介で1764年38歳でオウルニィの副牧師職になる。
1764年39歳で『物語』を発表する。1767年42歳の時にうつ病の静養のために移住してきたウィリアム・クーパーと未亡人のメアリー・アンウィンに出会い友達になる。オウルニィへ引っ越すことを勧める。
1769年より、グレートハウスで毎週の祈りの集会を始める。クーパーと共にこの集会のために讃美歌を書き始める。1773年クーパーが精神に異常をきたしニュートン宅に8ヶ月同居する。

### アメイジング・グレイスの発表
1779年に『オウルニィの讃美歌集』という讃美歌集を出版した。この中に後に有名になる『アメイジング・グレイス』が収録された。その年、ロンドンのセント・メアリー・ウルノス教会に教区牧師として赴任する。その頃から、奴隷貿易反対運動に関わる。
1785年にウィリアム・ウィルバーフォース下院議員の相談に乗る。下院議員を辞めて、聖職者になりたいというウィルバーフォースの希望を断念させ、福音主義の議員の立場から奴隷貿易反対をすべきであると忠告する。
1790年にニュートンの妻メアリー・キャトリットが癌で死去する、姪で養女のベツィ・エリザベス・キャトリットが家事を行う。1801年ベツィが神経失調のために入院する。1802年ベツィが回復する。1807年81歳の時、英国国会法で奴隷貿易の廃止が決定される。

### 死去
1807年82歳でニュートンが死去する。亡骸は、セント・メアリー・ウルノス教会の地下納骨所に妻と共に埋葬される。現在、地下鉄工事のためにオルニーの町に改葬された。
西アフリカのシエラレオネにある解放奴隷クリオ人が入植したニュートンと言う町の名は彼の名から因んで名付けられている。